# Aviron aux Jeux olympiques d'été de 1976
Navigation
Munich 1972 Moscou 1980
Aux Jeux olympiques de Montréal, les épreuves d'aviron ont eu lieu au bassin de l'Île Notre-Dame dans l'archipel d'Hochelaga.

## Épreuves
Quatorze catégories étaient en compétition officielle, réparties comme suit :
- Huit catégories étaient en compétition officielle chez les hommes :
  - un rameur - skiff (1×)
  - deux en couple (2×)
  - deux en pointe avec barreur (2+)
  - deux en pointe sans barreur (2-)
  - quatre en couple sans barreur (4×)
  - quatre en pointe avec barreur (4+)
  - quatre en pointe sans barreur (4-)
  - huit en pointe avec barreur (8+)

- Six catégories étaient en compétition officielle chez les femmes :
  - un rameur - skiff (1x)
  - deux en couple (2×)
  - deux en pointe sans barreur (2-)
  - quatre en couple avec barreur (4×)
  - quatre en pointe avec barreur (4+)
  - huit en pointe avec barreur (8+)

## Tableau des médailles
| Rang  | Pays                 | Médaille d'or, Jeux olympiques | Médaille d'argent, Jeux olympiques | Médaille de bronze, Jeux olympiques | Total |
| 1     | Allemagne de l'Est   | 9                              | 3                                  | 2                                   | 14    |
| 2     | Bulgarie             | 2                              | 1                                  | 0                                   | 3     |
| 3     | Union soviétique     | 1                              | 4                                  | 4                                   | 9     |
| 4     | Norvège              | 1                              | 1                                  | 0                                   | 2     |
| 5     | Finlande             | 1                              | 0                                  | 0                                   | 1     |
| 6     | États-Unis           | 0                              | 2                                  | 1                                   | 3     |
| 7     | Grande-Bretagne      | 0                              | 2                                  | 0                                   | 2     |
| 8     | Allemagne de l'Ouest | 0                              | 1                                  | 3                                   | 4     |
| 9     | Tchécoslovaquie      | 0                              | 0                                  | 2                                   | 2     |
| 10    | Nouvelle-Zélande     | 0                              | 0                                  | 1                                   | 1     |
| 11    | Roumanie             | 0                              | 0                                  | 1                                   | 1     |
| Total | Total                | 14                             | 14                                 | 14                                  | 42    |

## Podiums

### Hommes
| Discipline          | Or | Argent | Bronze |
| Skiff               | Pertti Karppinen Finlande 7 min 29 s 03 | Peter-Michael Kolbe Allemagne de l'Ouest 7 min 31 s 67 | Joachim Dreifke Allemagne de l'Est 7 min 38 s 03                                                                                                  |
| Deux de couple      | Norvège Frank Hansen Alf Hansen 7 min 13 s 20 | Grande-Bretagne Chris Baillieu Michael Hart 7 min 15 s 26 | Allemagne de l'Est Hans-Ulrich Schmied Jürgen Bertow 7 min 17 s 45                                                                                |
| Quatre de couple    | Allemagne de l'Est Wolfgang Güldenpfennig Rüdiger Reiche Karl-Heinz Bußert Michael Wolfgramm 6 min 18 s 65                                                                              | Union soviétique Yevgeniy Duleyev Yuriy Yakimov Aivars Lazdenieks Vytautas Butkus 6 min 19 s 89                                                                  | Tchécoslovaquie Jaroslav Hellebrand Zdeněk Pecka Václav Vochoska Vladek Lacina 6 min 21 s                                                         |
| Deux sans barreur   | Allemagne de l'Est Jörg Landvoigt Bernd Landvoigt 7 min 23 s 31 | États-Unis Calvin Coffey Michael Staines 7 min 26 s 73 | Allemagne de l'Ouest Peter van Roye Thomas Strauß 7 min 30 s 03                                                                                   |
| Deux avec barreur   | Allemagne de l'Est Harald Jährling Friedrich-Wilhelm Ulrich Georg Spohr 7 min 58 s 99                                                                                                   | Union soviétique Dmitriy Bekhterev Yuriy Shurkalov Yuriy Lorentsson 8 min 01 s 82                                                                                | Tchécoslovaquie Oldřich Svojanovský Pavel Svojanovský Ludvík Vébr 8 min 03 s 28                                                                   |
| Quatre sans barreur | Allemagne de l'Est Siegfried Brietzke Andreas Decker Stefan Semmler Wolfgang Mager 6 min 37 s 42                                                                                        | Norvège Ole Nafstad Arne Bergodd Finn Tveter Rolf Andreassen 6 min 41 s 22                                                                                       | Union soviétique Raul Arnemann Nikolay Kuznetsov Valeriy Dolinin Anushavan Gasan-Dzhalalov 6 min 42 s 52                                          |
| Quatre avec barreur | Union soviétique Vladimir Eshinov Nikolay Ivanov Mikhail Kuznetsov Aleksandr Klepikov Aleksandr Lukyanov 6 min 40 s 22                                                                  | Allemagne de l'Est Andreas Schulz Rudiger Kunze Walter Diessner Ullrich Diessner Johannes Thomas 6 min 42 s 70                                                   | Allemagne de l'Ouest Hans-Johann Färber Ralph Kubail Siegfried Fricke Peter Niehusen Hartmut Wenzel 6 min 46 s 96                                 |
| Huit                | Allemagne de l'Est Bernd Baumgart Gottfried Döhn Werner Klatt Hans-Joachim Lück Dieter Wendisch Roland Kostulski Ulrich Karnatz Karl-Heinz Prudöhl Karl-Heinz Danielovski 5 min 58 s 29 | Grande-Bretagne Richard Lester John Yallop Timothy Crooks Hugh Matheson David Maxwell James Clark Fred Smallbone Leonard Robertson Patrick Sweeney 6 min 00 s 82 | Nouvelle-Zélande Ivan Sutherland Trevor Coker Peter Dignan Lindsay Wilson Athol Earl Dave Rodger Alex McLean Tony Hurt Simon Dickie 6 min 03 s 51 |

### Femmes
| Discipline           | Or | Argent | Bronze |
| Skiff                | Christine Scheiblich Allemagne de l'Est 4 min 05 s 56 | Joan Lind États-Unis 4 min 06 s 21 | Elena Antonova Union soviétique 4 min 10 s 24 |
| Deux de couple       | Bulgarie Svetlana Otsetova Zdravka Yordanova 3 min 44 s 36 | Allemagne de l'Est Sabine Jahn Petra Boesler 3 min 47 s 86 | Union soviétique Leonora Kaminskaitė Genovaitė Ramoškienė 3 min 49 s 93                                                                            |
| Quatre de couple     | Allemagne de l'Est Anke Borchmann Jutta Lau Viola Poley Roswietha Zobelt Liane Weigelt 3 min 29 s 99                                                                       | Union soviétique Anna Kondrachina Mira Bryunina Larisa Alexandrova Galina Ermolaeva Nadejda Tchernichova 3 min 32 s 49                                                   | Roumanie Ioana Tudoran Maria Micșa Felicia Afrăsiloaie Elisabeta Lazăr Elena Giurcă 3 min 32 s 76                                                  |
| Deux sans barreuse   | Bulgarie Siyka Kelbecheva Stoyanka Kurbatova-Gruicheva 4 min 01 s 22 | Allemagne de l'Est Angelika Noack Sabine Dahne 4 min 01 s 64 | Allemagne de l'Ouest Edith Eckbauer Thea Einöder 4 min 02 s 35                                                                                     |
| Quatre avec barreuse | Allemagne de l'Est Karin Metze Bianka Schwede Gabriele Lohs Andrea Kurth Sabine Heß 3 min 45 s 08                                                                          | Bulgarie Ginka Gyurova Lilyana Vaseva Reni Yordanova Mariyka Modeva Kapka Georgieva 3 min 48 s 24                                                                        | Union soviétique Nadezhda Sevostyanova Lyudmila Krokhina Galina Mishenina Anna Pasokha Lidiya Krylova 3 min 49 s 38                                |
| Huit                 | Allemagne de l'Est Viola Goretzki Christiane Knetsch Ilona Richter Brigitte Ahrenholz Monika Kallies Henrietta Ebert Helma Lehmann Irina Müller Marina Wilke 3 min 33 s 32 | Union soviétique Lyubov Talalaeva Nadezhda Roshchina Klavdija Koženkova Olena Zubko Olha Kolkova Nelli Tarakanova Nadiya Rozhon Olha Huzenko Olha Puhovska 3 min 36 s 17 | États-Unis Jackie Zoch Anita DeFrantz Carie Graves Marion Greig Anne Warner Peggy McCarthy Caroll Brown Gail Ricketson Lynn Silliman 3 min 38 s 68 |